# Haarstielige Segge
Die Haarstielige Segge (Carex capillaris), auch Haarstiel-Segge genannt, ist eine Pflanzenart aus der Gattung Seggen (Carex) innerhalb der Familie der Sauergrasgewächse (Cyperaceae). Sie ist zirkumpolar auf der Nordhalbkugel verbreitet.

## Beschreibung

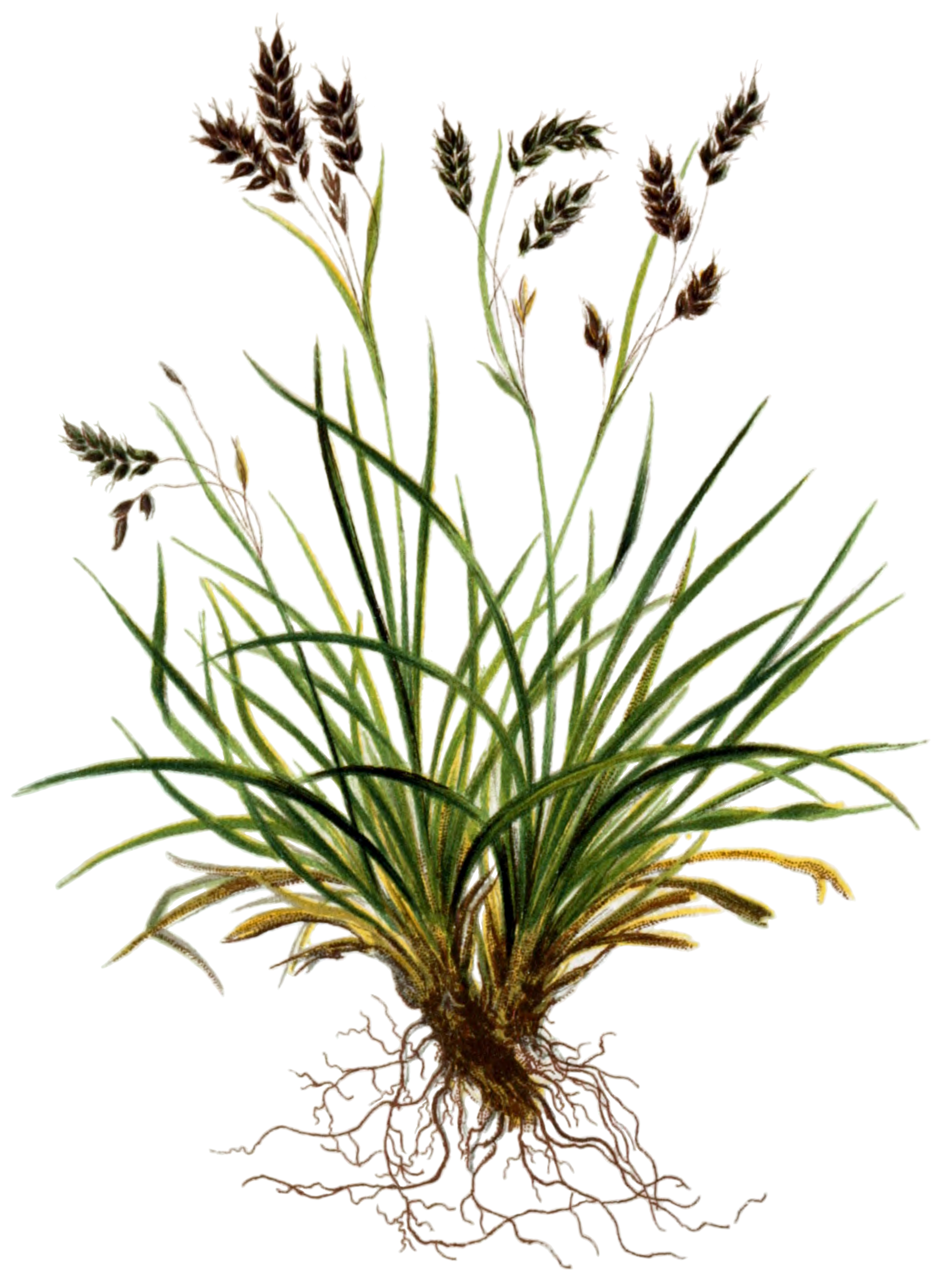
Illustration aus Atlas der Alpenflora

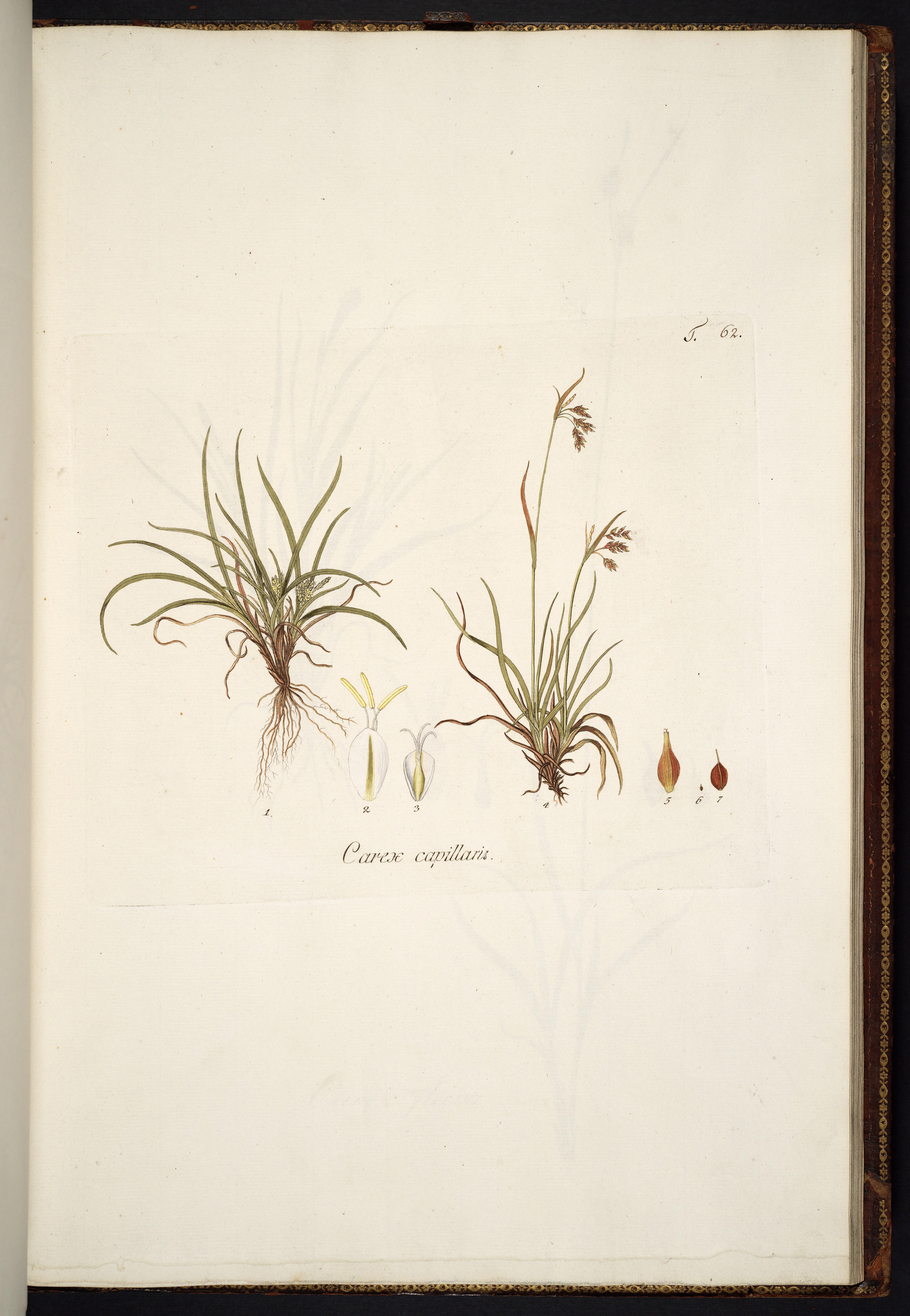
Illustration aus Sturm

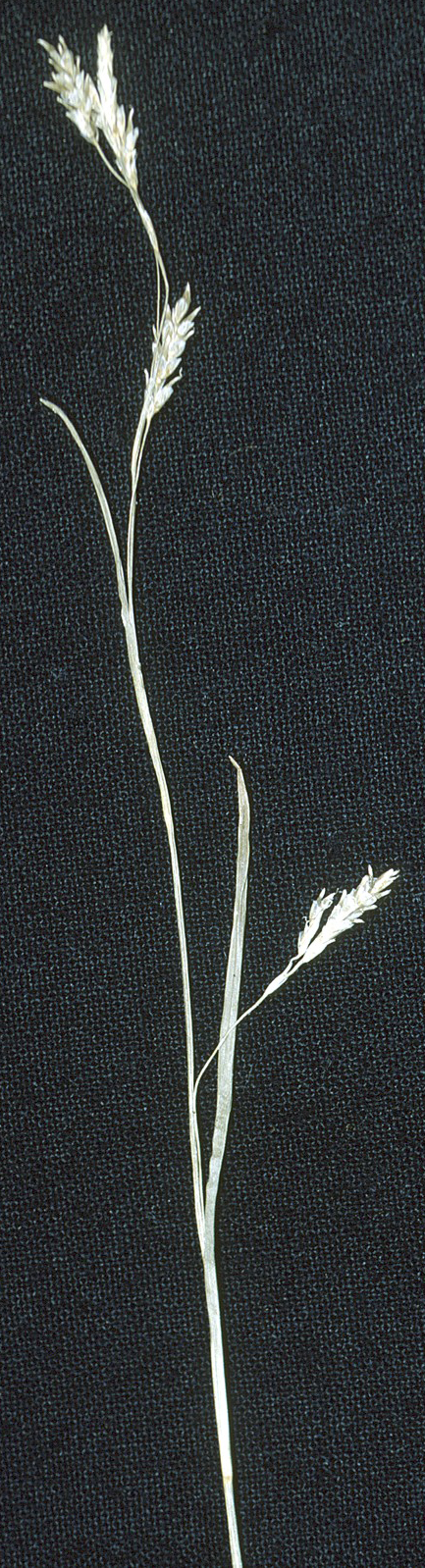
Blütenstand

### Vegetative Merkmale
Die Haarstielige Segge ist eine ausdauernde krautige Pflanze, die Wuchshöhen von 15 bis 20, selten bis zu 30 Zentimetern erreicht. Sie wächst dichtrasig und bildet keine Ausläufer. Die Stängel sind stumpf dreikantig bis stielrund und glatt; sie sind meist nur im unteren Teil beblättert. Die grundständigen Blattscheiden sind bleich oder rotbraun und zerfasern. Die grau- bis dunkel-grünen, kahlen Laubblätter sind rinnig, 0,5 bis 1 Millimeter breit und maximal halb so lang wie der Stängel.

### Generative Merkmale
Die Blütezeit reicht von Mai bis Juli. Die Hüllblätter haben eine längere, stängelumfassende Blattscheide. Das unterste Hüllblatt ist gleich lang wie der Blütenstand. Die Haarstielige Segge ist eine Verschiedenährige Segge. Der Blütenstand ist bis etwa halb so lang wie der Stängel und enthält ein endständiges männlichen Ährches und zwei oder drei, selten bis zu vier seitliche weibliche Ährchen. Das endständige männliche Ährchen  ist bei einer Länge von 5 bis 10 Millimetern sowie einem Durchmesser von etwa 1 Millimetern sehr schmal und enthält sechs bis acht Blüten und wird vom obersten weiblichen Ährchen überragt. Es. Die weiblichen Ährchen sind 5 bis 15 Millimeter lang und 2 bis 3 Millimeter breit, enthalten sechs bis zehn locker angeordnete Blüten und stehen an haarfeinen, bis 4 Zentimeter langen Stielen. Die Ährchen sind hängend, vor allem zur Fruchtreife. Die oberen Ährchen sind einander genähert. Die braunen Spelzen der weiblichen Blüten sind bei einer Länge von 2 bis 3 Millimetern breit-eiförmig mit stumpfem bis spitzem oberen Ende, fallen bald ab und haben im oberen Teil einen weißen Hautrand. Die Spelzen der männlichen Blüten sind bei einer Länge von 2 bis 3 Millimetern länglich bis verkehrt-eiförmig mit stumpfem oberen Ende und hellhäutig mit braunem Mittelstreifen. Die dunkel-braunen, kahlen und glänzenden Schläuche sind bei einer Länge von 2 bis 4 Millimeter schmal-eiförmig bis ellipsoid, nach oben allmählich zugespitzt und erscheinen daher wie lang geschnäbelt. Jede weibliche Blüte enthält drei Narben.
Die fast schwarze Frucht ist verkehrt-eiförmig bis ellipsoid und dreikantig.
Die Chromosomenzahl beträgt 2n = 54.

## Vorkommen
Die Haarstielige Segge ist zirkumpolar in den subarktischen und gemäßigten Gebieten der Nordhalbkugel verbreitet. Sie ist ein meridional-alpines bis arktisches Florenelement. In Europa kommt sie in fast allen Ländern vor, fehlt aber in Portugal, Irland, Belgien, den Niederlanden, Dänemark, Ungarn, Serbien, Nordmazedonien, Bulgarien, Albanien, in Griechenland und den Inseln im Mittelmeer.
Sie kommt zerstreut in den Alpen von der montanen bis in die alpine Höhenstufe vor. Sie gedeiht in Mitteleuropa meist in Höhenlagen von 800 bis 2500 Metern. In den Allgäuer Alpen steigt sie in Bayern am Hochrappenkopfgipfel bis zu einer Höhenlage 2423 Meter auf. In Graubünden erreicht sie am Parpaner Rothorn 2840 Meter, im Kanton Wallis bei der Gandegghütte 3040 Meter.
Sie wächst in Mitteleuropa in sickernassen alpinen Flach- und Quellmooren. Sie besiedelt in den Alpen steinige und humusreiche Matten, sie geht aber auch auf feinerdereiche Kiesbetten in Flussläufen, in Rinsen, an Hangquellen und an Ufern, seltener findet man sie auf Matten, die längere Zeit austrocknen. Sie bildet meist Bestände. In Mitteleuropa sind Standorte außerhalb der Alpen sehr selten, sie war beispielsweise früher an der Isar südlich von München zu finden; der dortige Bestand dürfte durch Herabschwemmen zustande gekommen sein.
Sie ist kalkliebend. Die Haarstielige Segge gedeiht in Mitteleuropa am besten auf basenreichen und zumindest im geringen Maß auch kalkhaltigen Böden, die nicht zu verdichtet sein sollten, hingegen torfig sein dürfen, wenn sie gut durchsickert werden. Sie ist eine Charakterart des Verbands Caricion bicoloris-atrofuscae, kommt aber auch in Pflanzengesellschaften der Verbände Caricion davallianae oder Seslerion vor.
Die ökologischen Zeigerwerte nach Landolt et al. 2010 sind in der Schweiz: Feuchtezahl F = 3+w+ (feucht aber stark wechselnd), Lichtzahl L = 4 (hell), Reaktionszahl R = 4 (neutral bis basisch), Temperaturzahl T = 1+ (unter-alpin, supra-subalpin und ober-subalpin), Nährstoffzahl N = 1 (sehr nährstoffarm), Kontinentalitätszahl K = 4 (subkontinental).

## Systematik
Die Erstveröffentlichung von Carex capillaris erfolgte 1753 durch Carl von Linné in Species Plantarum, Tomus II, Seite 977.
Je nach Autor gibt es etwa zwei Unterarten:
- Carex capillaris L. subsp. capillaris (Syn.: Carex pendula Geners. nom. illeg., Carex saskatschewana Boeckeler, Carex tiogana D.W.Taylor & J.D.Mastrog., Carex capillaris var. alpestris Andersson, Carex capillaris var. castanea Nyman, Carex capillaris var. elongata Olney ex Fernald, Carex capillaris var. major Drejer, Carex capillaris var. minima Beck, Carex capillaris var. paludosa F.Schmid, Carex capillaris var. robustior Drejer, Carex capillaris var. tenuior Drejer, Carex capillaris subsp. major (Drejer) Böcher): Sie kommt in den gemäßigten Gebieten der Nordhalbkugel vor. Im Süden kommt sie bis Marokko und Pakistan vor.[2]
- Carex capillaris subsp. fuscidula (V.I.Krecz. ex T.V.Egorova) Á.Löve & D.Löve (Syn.: Carex fuscidula V.I.Krecz. ex T.V.Egorova): Sie kommt in den subarktischen Gebieten der Nordhalbkugel vor.[2] In Europa kommt sie nur in Russland vor.[5]